# Spinone al Lago
Spinone al Lago är en ort och kommun i provinsen Bergamo i regionen Lombardiet i Italien. Kommunen hade 1 010 invånare (2018).